# ブリスタ

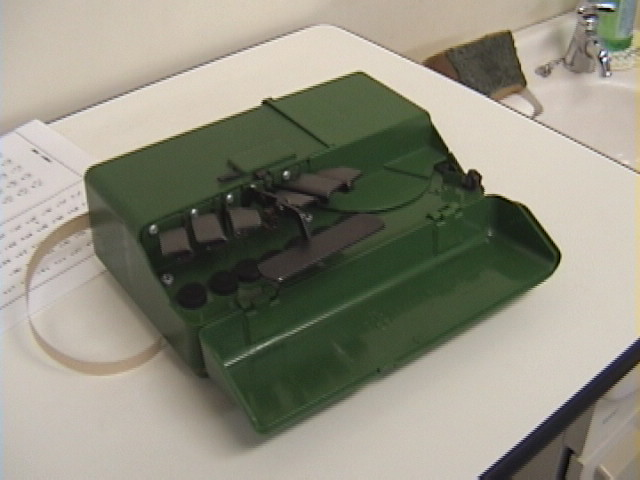
ブリスタ 点字タイプライター

ブリスタ（英: Blista Braille typewriter）とは、内部に仕込んであるロール巻の紙テープに点字を打っていく点字用タイプライターである。点字を打ち込まれた紙テープがブリスタ本体から次々とレシートのように打ち出されてくるので、盲ろう者への同時通訳の場などでよく使われる。